# Staden
Staden là một đô thị ở tỉnh Tây Flanders. Đô thị này gồm các thị trấn Oostnieuwkerke, Staden proper và Westrozebeke. Tại thời điểm ngày 1 tháng 1 năm 2006 Staden có dân số 10.969 người. Tổng diện tích là 46,24 km² với mật độ dân số là 237 người trên mỗi km².